# Powiat Suwalski
Der Powiat Suwalski ist ein Powiat (Kreis) in der polnischen Woiwodschaft Podlachien. Der Powiat hat eine Fläche von 1307,31 km², auf der etwa 36.000 Einwohner leben.

## Geschichte
Von 1939 bis 1945 war das Gebiet des Powiats als deutscher Landkreis Sudauen Teil des Regierungsbezirkes Gumbinnen der Provinz Ostpreußen.
Im 21. Jahrhundert kam nach der völkerrechtswidrigen Annexion der ukrainischen Halbinsel Krim durch Russland im März 2014 der Begriff „Suwalki Gap“ (Suwałki-Lücke) auf; ähnlich wie zu Zeiten des Kalten Krieges die Fulda Gap als Einfallstor russischer Truppen gen Westen betrachtet wurde, sehen Militärstrategen nun die Landverbindung zur russischen Enklave Kaliningrad durch Suwalski hindurch als neuralgischen Punkt.

## Gemeinden
Der Powiat umfasst neun Landgemeinden:
- Bakałarzewo
- Filipów
- Jeleniewo
- Przerośl
- Raczki
- Rutka-Tartak
- Suwałki
- Szypliszki
- Wiżajny